# Gelis areolatus
Gelis areolatus är en stekelart som beskrevs av Ceballos 1927. Gelis areolatus ingår i släktet Gelis och familjen brokparasitsteklar. Inga underarter finns listade i Catalogue of Life.